# Gomphandra fuliginea
Gomphandra fuliginea är en järneksväxtart som beskrevs av Merrill. Gomphandra fuliginea ingår i släktet Gomphandra och familjen Stemonuraceae. Inga underarter finns listade i Catalogue of Life.